# Neoglyphea inopinata
Neoglyphea inopinata är en kräftdjursart som beskrevs av Forest och De Saint Laurent 1975. Neoglyphea inopinata ingår i släktet Neoglyphea och familjen Glypheidae. IUCN kategoriserar arten globalt som otillräckligt studerad. Inga underarter finns listade i Catalogue of Life.

## Bildgalleri

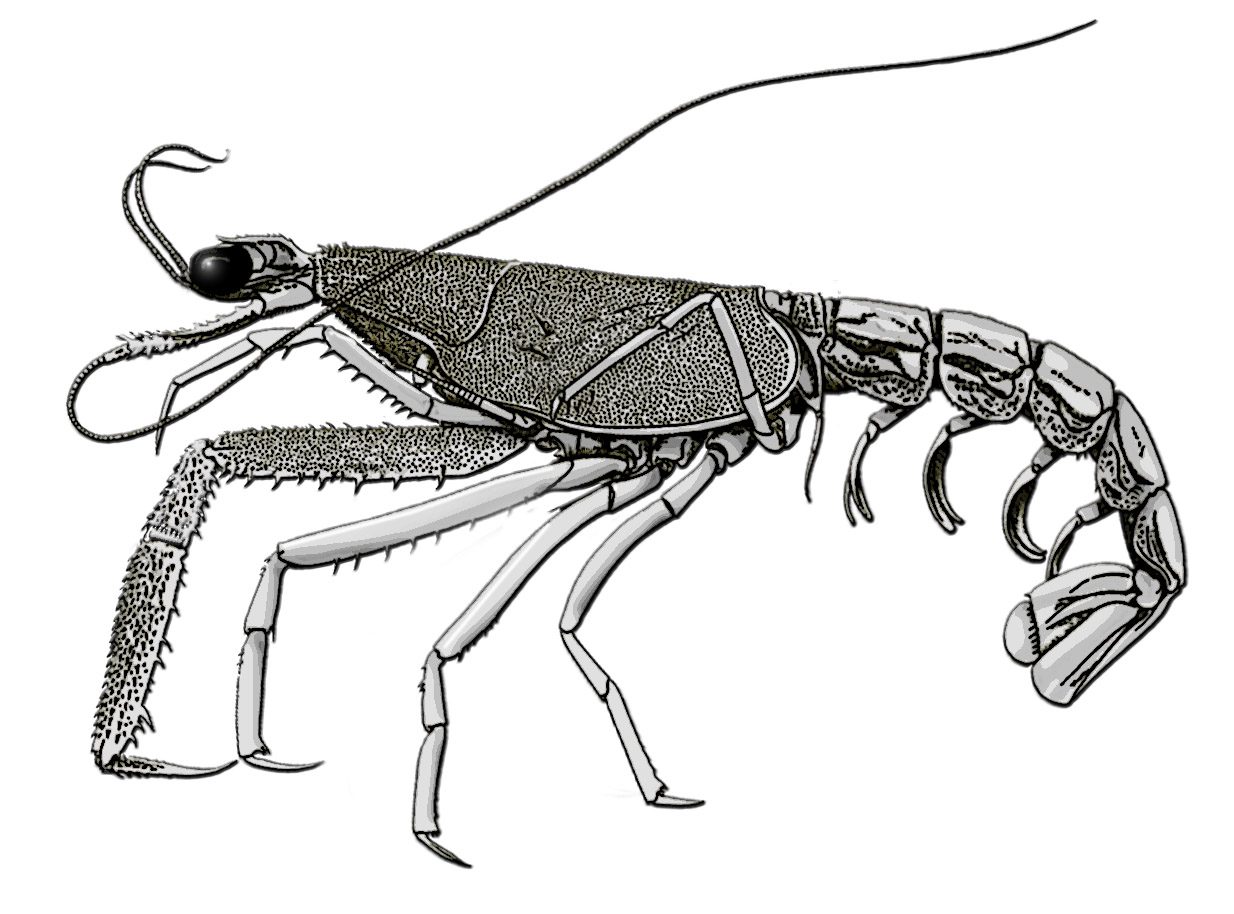
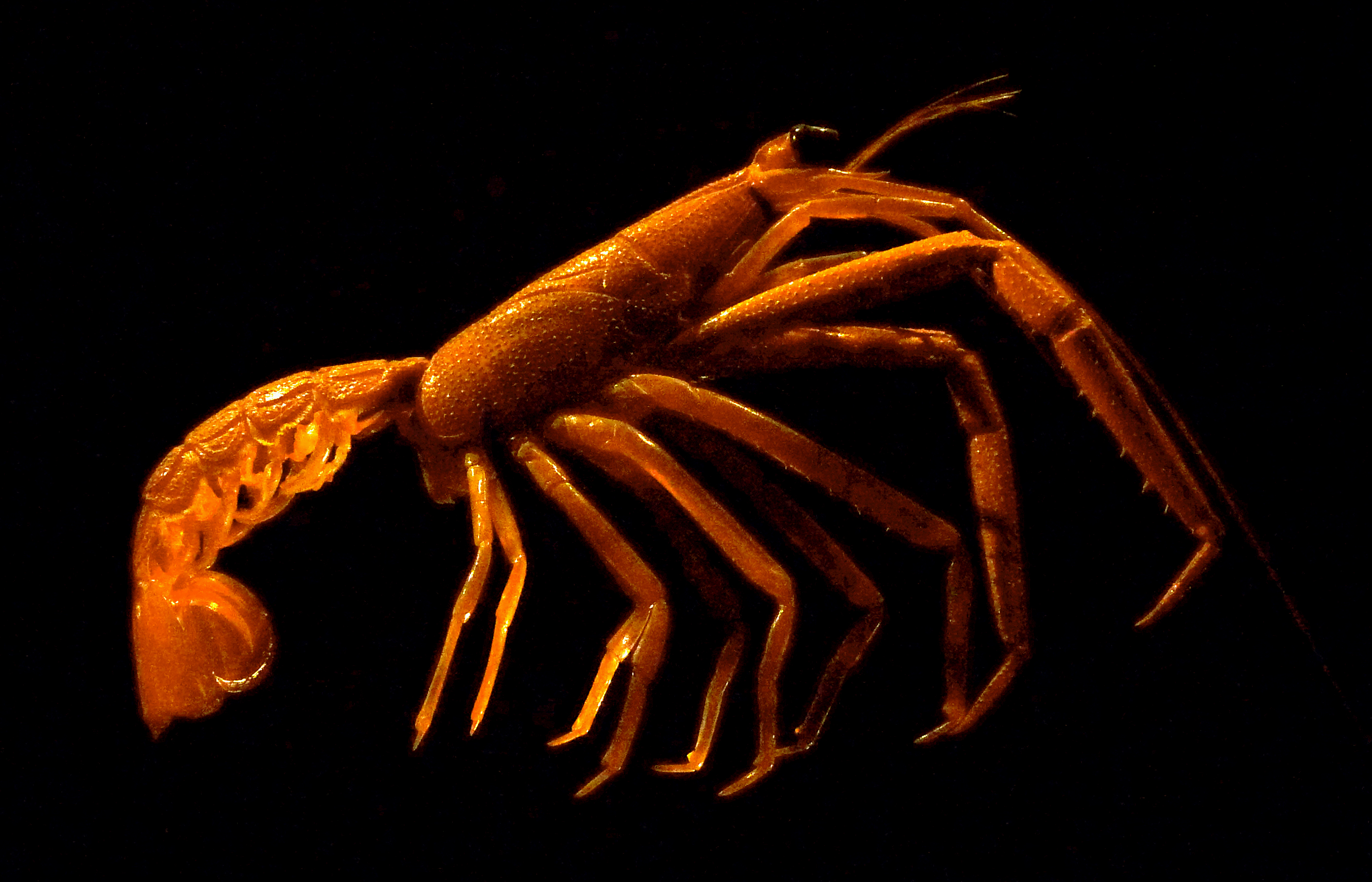
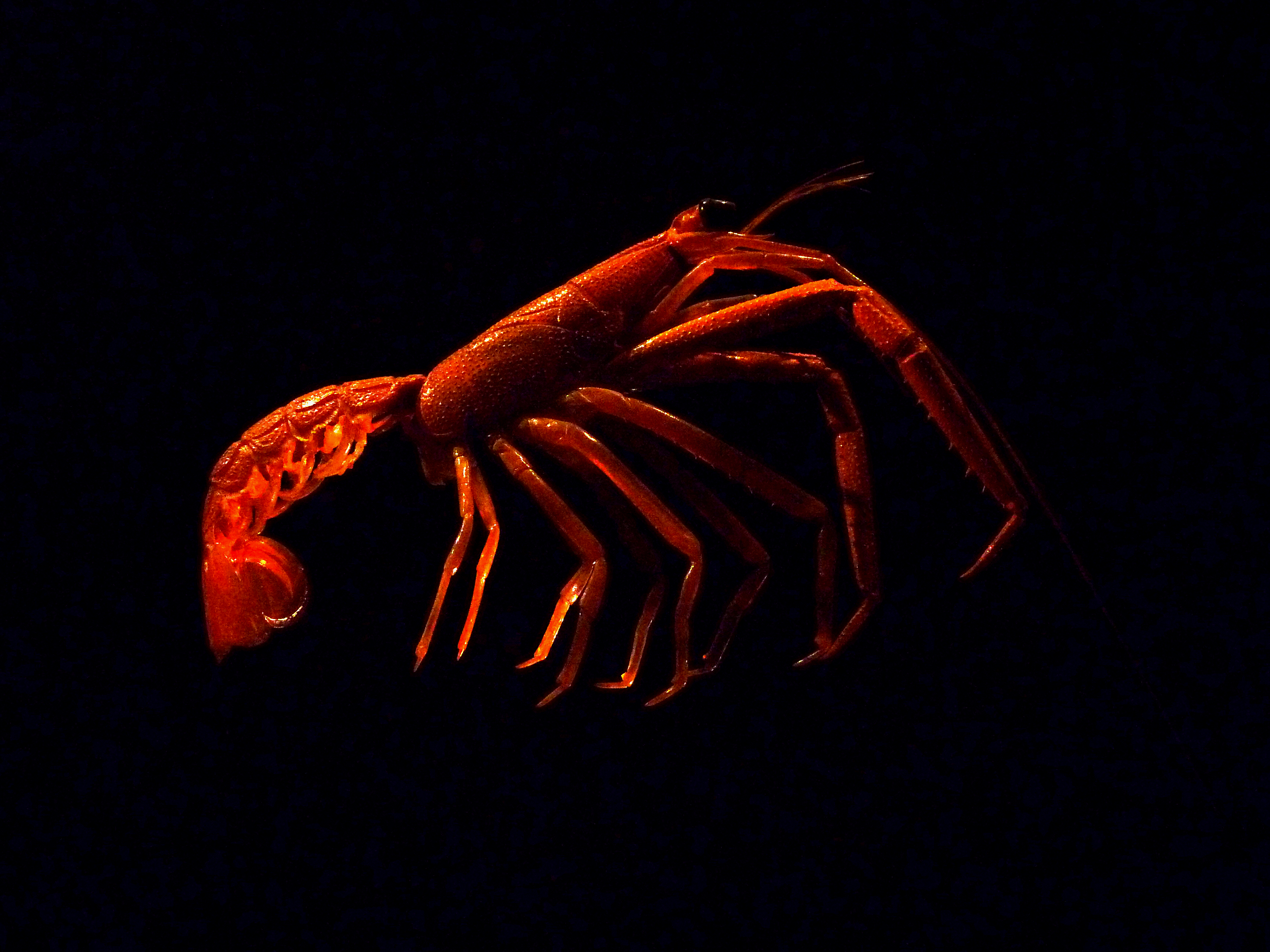